# Ironman Pro Series
Ironman Pro Serie est le nom d'un circuit de compétition de triathlon longue distance, crée et mis en œuvre par la World Triathlon Corporation, propriétaire de la marque  Ironman et organisateur de triathlon Ironman et Ironman 70.3 dans le monde. Les points acquis sur les compétitions support déterminent un classement mondial dont les dix premiers se partagent une bourse importante de prime en supplément des prix individuels obtenu sur les compétitions.

## Historique
Le circuit de compétition est annoncé en octobre 2023 après la création la même année par l'Organisation professionnelle des triathlètes (PTO) d'un circuit de compétition longue distance, le T100 Triathlon World Tour en partenariat avec World Triathlon. Crée en riposte concurrentielle pour conserver sa position dominante sur le circuit des courses longue distance, le circuit est ouvert à 1 000 concurrents professionnels maximun. En 2024, le circuit se déroule sur 17 compétitions du circuit Ironman et Ironman 70.3 entre le 6 avril et les 14 et 15 décembre en Nouvelle-Zélande. 
Le classement final est déterminé par les points obtenus par les cinq meilleurs résultats des compétiteurs, comprenant au maximum trois courses sur distance ironman. En 2024, les dix premiers du classement se partagent une bourse de 1.3 million de dollars, les premiers hommes et femme se voyant attribuer une prime de 200 000 dollars. Ces primes sont allouées en supplément des gains obtenus sur les compétitions supports. Une bourse complémentaire de 400 000 dollars est répartie en les 11e et 50e du classement général de la série.
Le triathlète italien Gregory Barnaby et la Britannique Katrina Matthews remporte l'édition inaugurale de la série avec respectivement 19 097 et 20 761 points acquis sur le circuit 2024.

## Palmares

### Palmarès hommes
| Année | Médaille d'or   | Points | Médaille d'argent | Points | Médaille de bronze | Points |
| ----- | --------------- | ------ | ----------------- | ------ | ------------------ | ------ |
| 2024  | Gregory Barnaby | 19 097 | Patrick Lange     | 18 623 | Kristian Høgenhaug | 18 525 |

### Palmarès femmes
| Année | Médaille d'or    | Points | Médaille d'argent | Points | Médaille de bronze | Points |
| ----- | ---------------- | ------ | ----------------- | ------ | ------------------ | ------ |
| 2024  | Katrina Matthews | 20 761 | Jackie Hering     | 18 095 | Lotte Wilms        | 17 768 |